# Dionysios II. von Syrakus
Dionysios II. von Syrakus (altgriechisch Διονύσιος Dionýsios; * um 396 v. Chr.; † nach 337 v. Chr.) war als Nachfolger seines Vaters Dionysios I. Tyrann von Syrakus von 367 v. Chr. bis 357 v. Chr. Nach schweren Kämpfen wurde er vertrieben, kam aber 346 erneut an die Macht. Schließlich musste er 344 oder 343 endgültig auf die Herrschaft verzichten und ging ins Exil.

## Herkunft und Jugend
Dionysios I., der im Jahre 405 die Tyrannenherrschaft in Syrakus eingeführt hatte, trieb Heiratspolitik mit dem Ziel der Sicherung seiner Herrschaft und der Gründung einer Dynastie. 398 heiratete er gleichzeitig zwei vornehme Frauen, Doris aus Lokroi in Kalabrien, Unteritalien, und Aristomache, die Tochter des Hipparinos, der schon vor der Machtübernahme zu seinen Vertrauten gehört hatte. Eine solche Bigamie war damals bei den Griechen unüblich.
Aus beiden Ehen hatte der Tyrann mehrere Kinder. Dionysios II., sein ältester Sohn, stammte aus der Ehe mit Doris. Aristomache gebar zwei Söhne, Nysaios und Hipparinos, sowie zwei Töchter, Arete und Sophrosyne. Arete wurde von ihrem Vater um 375 mit Dion verheiratet, dem jüngeren Bruder von Aristomache, der somit mütterlicherseits ein Onkel seiner Gattin war. Schon etwa fünf Jahre zuvor hatte Dionysios I. Sophrosyne seinem Sohn aus der anderen Ehe, ihrem Halbbruder Dionysios II., zur Frau gegeben. Sophrosyne war über ihre Mutter Aristomache zugleich Dions Nichte. So sorgte Dionysios I. mit seiner Heiratspolitik für die Verbindung der beiden Zweige seiner Nachkommenschaft untereinander und mit Dions Familie.
Dion gehörte wie schon sein Vater Hipparinos zum engsten Umkreis des misstrauischen Tyrannen, der ihm wichtige Aufgaben übertrug. Er sammelte politische Erfahrung, während Dionysios II. von den Staatsgeschäften ferngehalten und nicht auf eine künftige Herrscherrolle vorbereitet wurde. Dionysios I. vertraute seinem ältesten Sohn so wenig, dass er ihn nicht einmal von der Vorschrift ausnahm, dass Besucher erst zum Herrscher vorgelassen wurden, nachdem überprüft worden war, dass sie unbewaffnet waren. Als Dionysios I. 367 tödlich erkrankte, versuchte Dion vergeblich, eine Beteiligung seiner beiden Neffen Hipparinos und Nysaios an der Herrschaft zu erreichen; Dionysios II. wurde alleiniger Nachfolger seines Vaters und konnte die Macht anscheinend problemlos übernehmen.

## Herrschaft unter Dions Einfluss
Durch seine Verschwägerung mit der Tyrannenfamilie gehörte der außergewöhnlich reiche Dion zu den führenden Persönlichkeiten am Hof des unerfahrenen, erst rund dreißigjährigen Dionysios II. Um seine Stellung zu festigen, brachte Dion den Tyrannen dazu, den Philosophen Platon aus Athen einzuladen, um ihn zu einem Ratgeber zu machen. Dion kannte Platon bereits seit dessen erster Sizilienreise (um 388) und hatte damals mit ihm Freundschaft geschlossen. Er überzeugte Platon von diesem Plan, indem er ihm die Chance vor Augen stellte, Dionysios für die platonische Staatsphilosophie zu gewinnen, nach deren Prinzipien dann die politischen Verhältnisse umgestaltet werden könnten.
So kam 366 v. Chr. die zweite Sizilienreise Platons zustande. Dionysios II. empfing den Philosophen ehrenvoll und zeigte Interesse an der platonischen Philosophie. Platon wurde jedoch durch seine enge Freundschaft mit Dion in die Hofintrigen hineingezogen, denn es gab eine Partei, die Dions Bestrebungen bekämpfte und daher auch im Gegensatz zu Platon stand. Der Anführer dieser Gegenpartei war der Feldherr und Geschichtsschreiber Philistos. Philistos war bei Dionysios I. in Ungnade gefallen und daher vom Hof entfernt und aus Syrakus weggeschickt worden. Er war aber ein zuverlässiger Anhänger des Prinzips der Tyrannenherrschaft und der Dynastie. Dionysios II. holte ihn zurück, wohl um ein Gegengewicht zu Dions Einfluss zu schaffen.
Dion hatte wohl schon damals vor, Dionysios entweder mit Platons Hilfe unter seinen Einfluss zu bringen oder ihn zu stürzen. Die Gegenpartei versuchte Dionysios davon zu überzeugen, dass es sich um eine Falle handle; man wolle ihn mit der Philosophie von der Politik ablenken und so von der Macht verdrängen.
Damals befand sich Syrakus noch in einem von Dionysios I. begonnenen Krieg gegen die Karthager, die traditionellen Feinde der Syrakuser. Dion schrieb den Karthagern einen Brief, worin er sich ihnen als Vermittler für Friedensverhandlungen empfahl. Dieser Brief wurde abgefangen und dem Tyrannen ausgehändigt. Dem Rat des Philistos folgend beschuldigte Dionysios Dion des Landesverrats und verbannte ihn aus seinem Reich. Im Spätsommer 366 traf Dion in Griechenland ein, wo er gut aufgenommen wurde. Sein Vermögen in Sizilien wurde ihm belassen, und er durfte die Einkünfte daraus beziehen. Im folgenden Jahr reiste Platon ab, da er keine Möglichkeit mehr sah, sein Vorhaben zu verwirklichen. Mit den Karthagern schloss Dionysios Frieden.

## Aufstand Dions und Sturz des Tyrannen

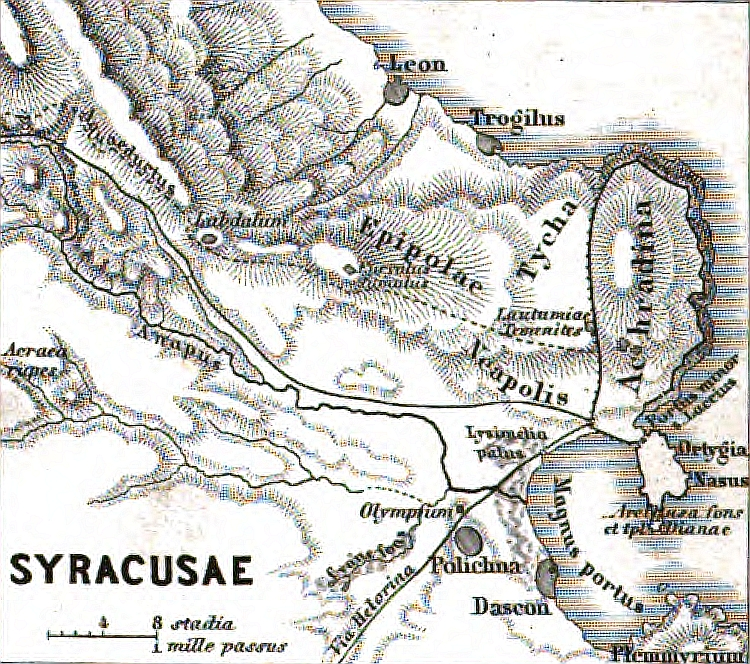
Syrakus in der Antike mit der vorgelagerten Insel Ortygia

361 bewog Dionysios Platon zu einer weiteren Reise nach Syrakus. Er wollte den Philosophen für sich gewinnen, Platon hingegen ging es vor allem darum, seinem Freund Dion zur Begnadigung zu verhelfen. Der Tyrann hatte Platon eine Heimkehrerlaubnis für Dion in Aussicht gestellt, rückte aber spätestens dann davon ab, als die ihm vorliegenden Informationen darauf deuteten, dass Dion zusammen mit Schülern Platons auf seinen Sturz hinarbeitete. Statt Dion zu begnadigen, konfiszierte Dionysios dessen Besitztümer. Im folgenden Jahr reiste Platon ab, da er keine Basis für ein Zusammenwirken mit Dionysios mehr sah und selbst in den Verdacht geraten war, mit der Opposition zu sympathisieren.
Spätestens nach Platons Scheitern sah Dion, der anscheinend schon vorher gegen den Tyrannen agitiert hatte, keine Möglichkeit zu einer Versöhnung mehr. Er warb Söldner für einen Feldzug gegen Dionysios an. Da er davon ausging, dass Dionysios allgemein verhasst war und daher eine Revolution ausbrechen würde, hielt er eine kleine Streitmacht für ausreichend.
Dionysios fuhr im Jahr 357 mit seiner Flotte nach Unteritalien, da er den Angriff aus dieser Richtung erwartete. Dion landete aber mit nur rund 800 Mann auf fünf Schiffen im Westen der Insel auf karthagischem Gebiet. Die Karthager gewährten ihm Unterstützung. Wie erwartet kam es zu einem allgemeinen Aufstand, und Dion konnte Syrakus mühelos einnehmen. Nur die Stadtfestung auf der Insel Ortygia, das Machtzentrum des Tyrannen, blieb in der Hand von dessen Söldnern. Dionysios kehrte dorthin zurück und begann Verhandlungen, die jedoch erfolglos verliefen. Als nach mancherlei Kämpfen Philistos, der Befehlshaber der Flotte des Tyrannen, eine Seeschlacht gegen die Syrakuser verlor und dabei ums Leben kam, wurde Dionysios’ Lage aussichtslos. Er entkam mit einigen Schiffen. Ein Teil seiner Söldner unter dem Befehl von Dionysios’ ältestem Sohn Apollokrates blieb auf Ortygia, musste aber 355 gegen freien Abzug kapitulieren. Apollokrates begab sich zu seinem Vater aufs Festland.

## Rückweg zur Macht und zweite Herrschaftszeit

Süditalien zur Zeit Dionysios’ II.

Dionysios zog sich nach Lokroi, der Heimatstadt seiner Mutter Doris, zurück und bemühte sich von dort aus, den Rest seines früheren Reichs (einige Städte in Unteritalien und auf Sizilien) zu halten. In Lokroi wurde er zunächst bereitwillig aufgenommen, herrschte dann aber dort als Tyrann, wobei er nach Behauptungen tyrannenfeindlicher Quellen brutale Gewalttaten beging. Nachdem Dion im Jahre 354 v. Chr. inneren Konflikten in Syrakus zum Opfer gefallen war, konnte im Verlauf weiterer Wirren Dionysios’ Halbbruder Hipparinos Syrakus einnehmen und die Tyrannenherrschaft wiederherstellen. Ihm folgte sein Bruder Nysaios, der als schwacher Herrscher geschildert wird. Dionysios nutzte das Machtvakuum, um im Jahre 346 Syrakus zurückzuerobern.
In Lokroi nutzten die Einwohner die Abwesenheit des Tyrannen, um sich gegen ihn zu erheben. In schweren Kämpfen vertrieben sie seine dortigen Söldner. Seine in Lokroi zurückgebliebene Familie wurde ermordet (außer Apollokrates, der am Angriff auf Syrakus teilnahm). Damit verlor Dionysios außer seiner Frau und seinen Kindern sein Herrschaftsgebiet auf dem Festland. Auf Sizilien blieb sein Machtbereich fortan auf Syrakus beschränkt; in den anderen Städten kamen meist lokale Gewaltherrscher an die Macht. Einer von ihnen war Hiketas, der sich der Stadt Leontinoi (heute Lentini) bemächtigte und sich mit den Karthagern und den syrakusischen Feinden des Dionysios verbündete. Es gelang Hiketas nach wechselhaft verlaufenen Kämpfen, Syrakus einzunehmen, während sich Dionysios ein weiteres Mal auf Ortygia verschanzte.

## Endgültige Entmachtung, Exil und Tod
Inzwischen war aus Korinth, der Mutterstadt von Syrakus, eine Flotte unter Timoleon in Italien eingetroffen, deren Eingreifen die Syrakuser erbeten hatten. Timoleons Ziel war es, sowohl die Karthager zu bekämpfen als auch die Tyrannen zu beseitigen. Darauf beschloss Dionysios, gegenüber Timoleon zu kapitulieren; von diesem Gegner konnte er eine milde Behandlung erhoffen. Er übergab Ortygia an Timoleon und wurde 344 oder 343 nach Korinth ins Exil geschickt. Dort verbrachte er den Rest seines Lebens als Privatmann. Die legendenhafte Überlieferung, der zufolge er sich im Exil als Schulmeister betätigte, gilt als unglaubwürdig. Sein Todesjahr ist unbekannt. Anscheinend war er 337 noch am Leben; damals soll er dem König Philipp II. von Makedonien begegnet sein.

## Urteile der Nachwelt
Die Urteile über Dionysios II. sind sowohl in der Antike als auch in der Neuzeit einschließlich der modernen Forschung generell negativ ausgefallen. Der Umstand, dass Platons Urteil zwar nicht vernichtend, aber doch kritisch war, beeinflusste die antike Nachwelt. Hinzu kam, dass auch nach Einschätzung des Aristoteles Dionysios II. im Vergleich mit seinem Vater schlecht abschnitt. Geschichtsschreiber wie Timaios von Tauromenion schilderten die Vorgänge aus grundsätzlich tyrannenfeindlicher Perspektive (wobei Timaios wohl Zugriff auf die verlorene Dionysiosbiographie des Polykritos von Mende hatte). Überdies galten Dionysios’ siegreiche Gegner Dion und Timoleon als Helden (beispielsweise bei Plutarch). Auch die berühmte Erzählung von Damon und Phintias zeigt Dionysios in ungünstigem Licht. Zu den ihm vorgeworfenen Lastern gehörte ein Hang zu Luxus und Ausschweifungen. Die Anekdote vom Damokles-Schwert, die Cicero über Dionysios I. erzählte, war in der älteren Fassung des Timaios von Tauromenion auf Dionysios II. bezogen.
Moderne Forscher wie Helmut Berve und Jürgen Sprute bringen für Dionysios’ Verhalten gegenüber Dion und Platon mehr Verständnis auf als die von Platons Meinung beeinflusste Tradition. Dennoch teilen auch sie die herkömmliche Einschätzung, dass Dionysios II. von der ihm zugefallenen Aufgabe weit überfordert war.
Dionysios II. ist Handlungsfigur in Schillers Ballade Die Bürgschaft und in Hoffmann von Fallerslebens Parodie Syracusaise.